# Copșa Mare
Copșa Mare (deutsch Groß-Kopisch, ungarisch Nagykapus) ist ein rumänisches Dorf im Kreis Sibiu. Es gehört zur Gemeinde Biertan (Birthälm).

## Lage
Copșa Mare liegt etwa in der Mitte Siebenbürgens in einem südlichen Seitental der Târnava Mare (Große Kokel). Die nächsten größeren Städte sind Mediaș (etwa 15 km westlich) und Sighișoara (ca. 20 km nordöstlich).

## Geschichte
Das Tal, in dem die Gemeinde liegt, wurde bis 1238 von Szeklern bewohnt. Der Ort wurde 1289 erstmals urkundlich erwähnt. Es lag auf Königsboden und war ein Dorf der Siebenbürger Sachsen. Im 15. Jahrhundert erlangte Groß-Kopisch das Wochentags- und Jahrmarktsrecht.

## Bevölkerung
Der Ort wurde über Jahrhunderte von den Siebenbürger Sachsen geprägt. Noch im Jahr 1850 waren von 1218 Bewohnern 675 Deutsche. Deren Anzahl nahm durch Auswanderung nach Deutschland nach dem Zweiten Weltkrieg langsam, nach der Revolution von 1989 rapide ab. 1992 lebten in Copșa Mare noch 482 Personen, von denen sich 37 als Deutsche, 372 als Rumänen, 53 als Roma und 20 als Ungarn bezeichneten.

## Verkehr
Der Ort liegt an einer unbefestigten Fahrstraße, die von der im Kokeltal verlaufenden Nationalstraße 14 abzweigt und in Copșa Mare endet. Öffentliche Verkehrsmittel berühren den Ort nicht (Stand 2005). Der nächste Bahnhof befindet sich ca. 15 km nördlich des Ortes an der Bahnstrecke Bukarest–Oradea.

## Sehenswürdigkeiten
Zentrum des Ortes ist die um 1330 errichtete Pfeilerbasilika, die im 16. Jahrhundert durch Türme und Mauern zur Kirchenburg ergänzt wurde.

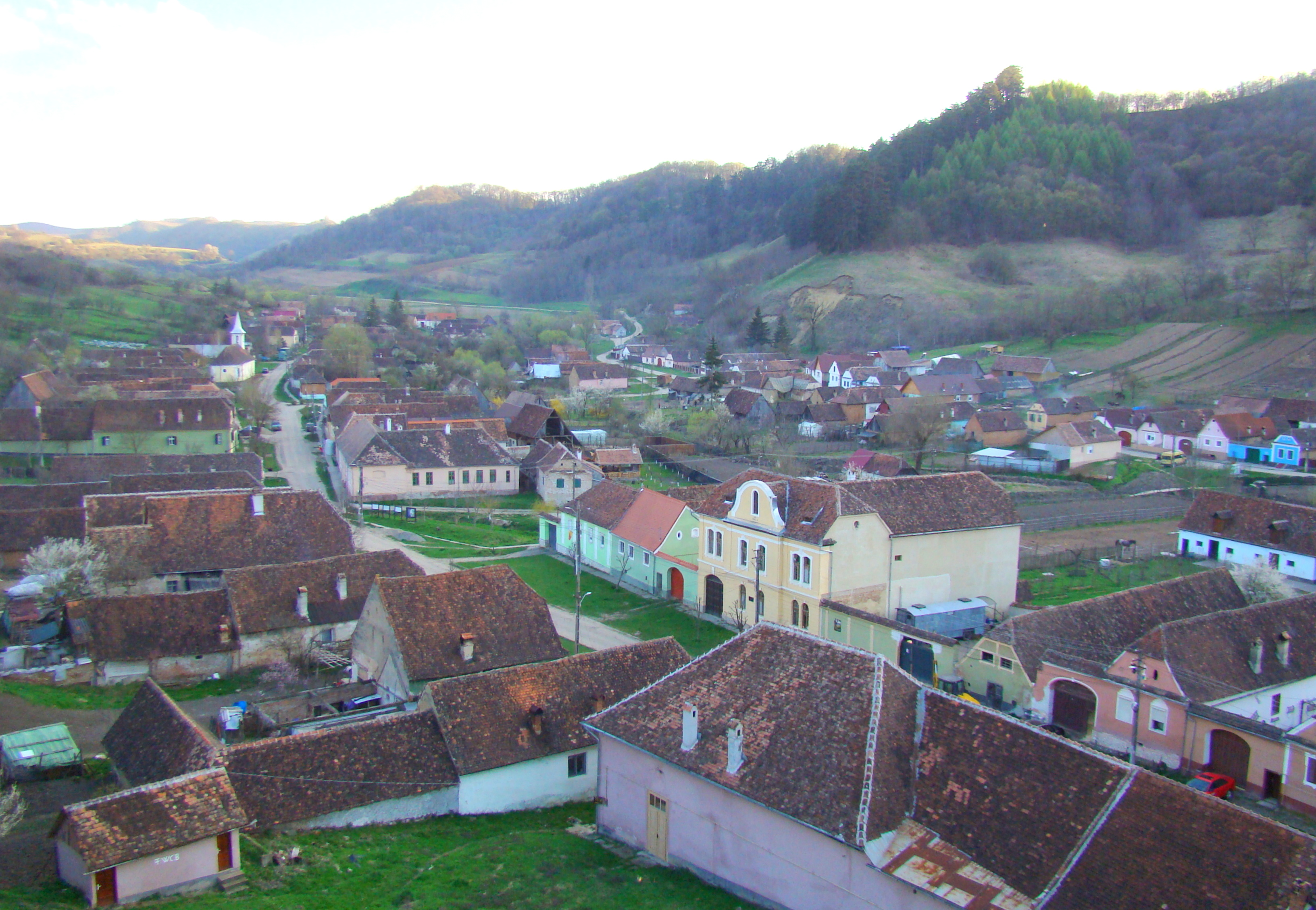
Dorfansicht
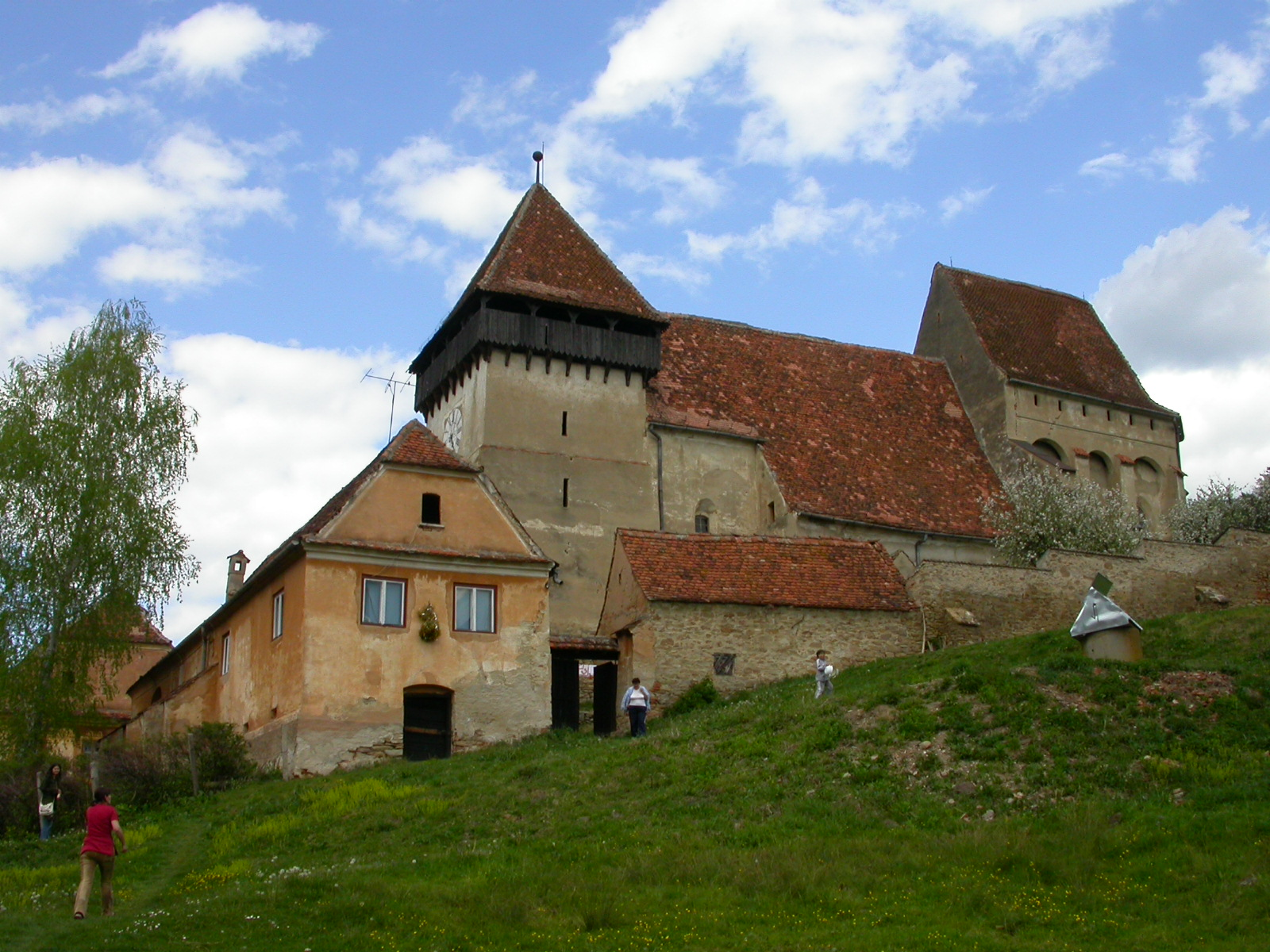
Kirchenburg
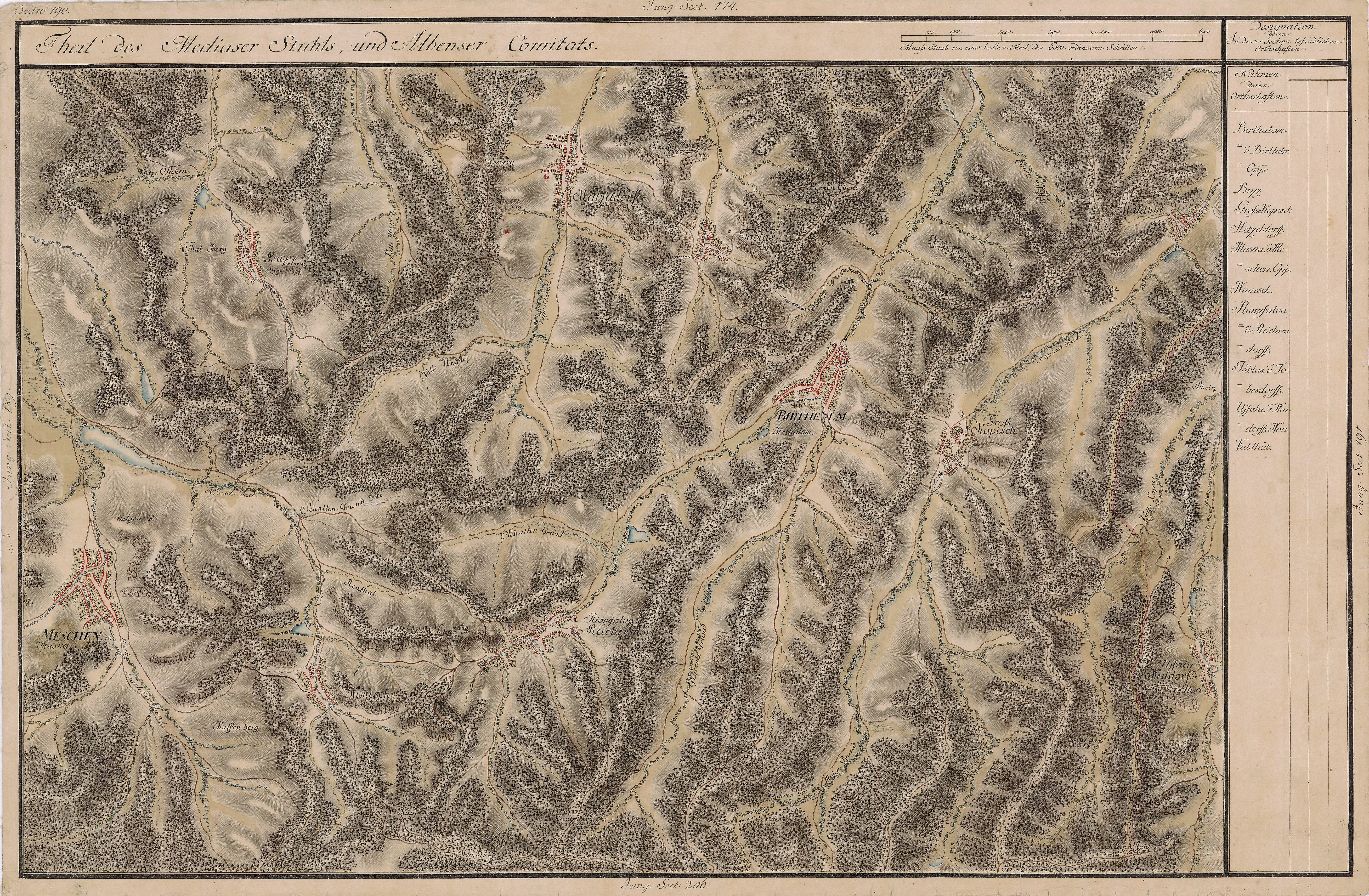
Josephinische Landaufnahme (1769–1773)